# Meerkatze (Schiff, 1944)
Die Meerkatze war ein Fischereischutzschiff des Bundesministeriums für Ernährung, Landwirtschaft und Forsten.
Sie diente der Fischereiüberwachung und der Betreuung und Versorgung der Besatzungen von Fischereifahrzeugen in der Nordsee sowie der Wetterbeobachtung. Auch meeresbiologische Untersuchungen konnten an Bord durchgeführt werden.
Die Meerkatze war ursprünglich als Wasserversorger der Kriegsmarine konzipiert und war für den Einsatz bei der Marineausrüstungsstelle Pillau vorgesehen. Sie lief 1943 als letztes von vier Schiffen der Klasse auf der Werft der Schimag in Mannheim vom Stapel. Der Bau wurde jedoch im Oktober 1944 gestoppt, da die Rheinmündung zu dieser Zeit bereits von den Alliierten besetzt war und das Schiff daher nicht abgeliefert werden konnte. 
Die HAPAG kaufte 1947 das Schiff, um es im Inselverkehr einzusetzen. Ab Dezember 1949 wurde es jedoch auf der Mützelfeldtwerft in Cuxhaven zum Fischereischutzboot umgebaut und am 7. Mai 1950 zunächst vom Bundesverkehrsministerium. Spätestens 1952 wurde es vom Bundesministerium für Ernährung, Landwirtschaft und Forsten  übernommen.
Für den technischen Hilfsdienst standen Taucher- und Schleppeinrichtungen sowie Unterwasserbrennschneider und Bergungsgeräte zur Verfügung. Die Meerkatze führte Ersatzteile mit sich, um Maschinen und Geräte von Fischereifahrzeugen vor Ort reparieren zu können. An Bord befanden sich ein Hospital mit 32 Betten, ein Operationssaal, ein Röntgengerät, eine Wetterstation sowie ein medizinisches und ein Forschungslabor. Die Leistungen des Schiffes für die Fischereiflotte waren nicht kostenpflichtig.
Am 14. September 1974 wurde das Schiff außer Dienst gestellt. 1975 ging es unter dem Namen Decca Explorer an die Decca Navigation Ltd. nach Panama. Im April 1981 wurde es in den Niederlanden verschrottet.